# Armadillo interger
Armadillo interger är en kräftdjursart som beskrevs av Gustav Budde-Lund 1912. Armadillo interger ingår i släktet Armadillo och familjen Armadillidae. Inga underarter finns listade i Catalogue of Life.